# Aleksandar Stanisavljević
Aleksandar Stanisavljević (in serbo Александар Станисављевић?; Požarevac, 11 giugno 1989) è un calciatore ed ex giocatore di calcio a 5 serbo, centrocampista del Mladi Radnik.

## Caratteristiche tecniche
Esterno destro, può giocare anche sulla sinistra oppure come interno di centrocampo.

## Carriera
Cresciuto nelle giovanili del Ried, in Austria, dal 2008 gioca tra Austria, Ungheria, Germania (in quinta divisione) e Serbia con alterne fortune. Nel 2015 firma per il Vojvodina, club di prima divisione serba: la società di Novi Sad gioca l'UEFA Europa League, così Stanisavljević ha l'occasione per fare il suo esordio in Europa. Il debutto avviene il 2 luglio seguente, a Budapest, contro l'MTK (0-0). Una settimana più tardi, l'esterno serbo realizza il suo primo gol nelle competizioni europee, consentendo al proprio club d'iniziare la rimonta che vale il passaggio del turno di Europa League ai danni del MTK (3-1 finale). Il 30 luglio 2015, ancora in Europa League, gioca un'ottima partita allo Stadio Olimpico di Torino contro la Sampdoria (0-4), segnando anche un gol nella vittoria del club balcanico.